# Lasionycta skraelingia
Lasionycta skraelingia es una especie de mariposa nocturna de la familia Noctuidae. 
Tiene una distribución holártica, encontrándose desde Escandinavia al noroeste de Norteamérica, donde se conoce por tres especímenes capturados en Windy Pass, montañas Ogilvie, Yukón. 
Su envergadura es de cerca de 31 mm. Los adultos vuelan desde fines de junio hasta principios de julio. En Eurasia, la especie es bienal. Este también pareciera ser el caso en Norteamérica, pues los especímenes de Yukón fueron recolectados en dos años impares.
En Escandinavia, las crías de la especie son polífagas, alimentándose de Betula nana, Polygonum aviculare y Vaccinium uligonosum.
- Datos: Q3445282
- Multimedia: Lasionycta skraelingia / Q3445282
- Especies: Lasionycta skraelingia